# Мала Ящера
Мала Ящера (рос. Малая Ящера) — присілок у Лузькому районі Ленінградської області Російської Федерації.
Населення становить 26 осіб. Належить до муніципального утворення Мшинське сільське поселення.

## Історія
Згідно із законом від 28 вересня 2004 року № 65-оз належить до муніципального утворення Мшинське сільське поселення.

## Населення
| 1838 | 1862 | 1885 | 1939 | 1958 | 1997 | 2007 |
| ---- | ---- | ---- | ---- | ---- | ---- | ---- |
| 38   | →38  | ↗82  | ↗193 | ↘170 | ↘37  | ↘28  |
| 2010 |      |      |      |      |      |      |
| ↘26  |      |      |      |      |      |      |